# Fortificações de Porto Alegre
As Fortificações de Porto Alegre localizavam-se na confluência do rio Jacuí com o rio dos Sinos, formadores do Lago Guaíba, em sua margem esquerda, na cidade portuária de Porto Alegre, no estado brasileiro do Rio Grande do Sul.

## História
A fortificação de Porto Alegre foi promovida em consequência da sua ocupação por forças farroupilhas, de 20 de Setembro de 1835 a 15 de Julho de 1836, e inscreve-se no contexto da repressão imperial à Revolução Farroupilha (1835-1845).
Duas semanas após ter sido reconquistada pelas forças imperais, foi sitiada por forças farroupilhas com um efetivo de cerca de mil e quinhentos homens. Abastecida regularmente pela Armada Imperial, a cidade resistiu a esse assédio durante cerca de três anos e meio.
Uma planta levantada por determinação de Luís Alves de Lima e Silva, então Barão de Caxias, que assumiu em fins de 1842 a Presidência e o Comando das Armas da Província, de autoria de Luiz Pereira Dias, datada de 1843, mostra a península cercada por uma linha defensiva. Pelo que se sabe, esta defesa era formada por estacas de madeira fincadas no solo em fila dupla, e o espaço vazio entre elas, com cerca de um metro de largura, preenchido com terra apiloada. Pelo lado externo, a defesa era complementada por um fosso seco com cerca de 2,5 a 3 metros de largura. A obra foi erguida por determinação de Caxias, ao que tudo indica pelo Capitão João Alvarez d'Eily, seu secretário de obras, o qual também foi responsável pelo projeto da Ponte de Pedra, sobre o arroio Dilúvio, construída ao fim do conflito.
SOUZA (1885), a respeito dessa linha defensiva refere que se estendia entre a cidade e a várzea, apoiando-se no Riacho (rio Sinos) e no Guaíba. Teria desaparecido com o progresso da cidade, não existindo mais à época (1885) (op. cit., p. 130). GARRIDO (1940) entende que essa linha se constituía em um entrincheiramento, compreendendo um total de onze baterias, com cortinas, rodeado de fossos (op. cit., p. 146).